# Philip Stockton
Pour les articles homonymes, voir Stockton.
Philip Stockton est un monteur son américain.

## Biographie
Il a fondé avec Ron Bochar (en) C5 Sound, Inc..

## Filmographie (sélection)
- 1984 : Silent Madness de Simon Nutchern
- 1987 : Arizona Junior (Raising Arizona) de Joel et Ethan Coen
- 1988 : La Dernière Tentation du Christ (The Last Temptation of Christ) de Martin Scorsese
- 1989 : Do the Right Thing de Spike Lee
- 1990 : Miller's Crossing de Joel et Ethan Coen
- 1990 : Les Affranchis (Goodfellas) de Martin Scorsese
- 1990 : Mo' Better Blues de Spike Lee
- 1991 : Les Nerfs à vif (Cape Fear) de Martin Scorsese
- 1991 : Barton Fink de Joel et Ethan Coen
- 1991 : Le Silence des agneaux (The Silence of the Lambs) de Jonathan Demme
- 1992 : Malcolm X de Spike Lee
- 1993 : Le Concierge du Bradbury (For Love or Money) de Barry Sonnenfeld
- 1993 : Mad Dog and Glory de John McNaughton
- 1995 : Get Shorty de Barry Sonnenfeld
- 1997 : Kundun de Martin Scorsese
- 1997 : Cop Land de James Mangold
- 1999 : Gloria de Sidney Lumet
- 2000 : O'Brother (O Brother, Where Art Thou?) de Joel et Ethan Coen
- 2002 : Gangs of New York de Martin Scorsese
- 2004 : Aviator (The Aviator) de Martin Scorsese
- 2004 : Eternal Sunshine of the Spotless Mind de Michel Gondry
- 2005 : Le Secret de Brokeback Mountain (Brokeback Mountain) d'Ang Lee
- 2006 : Les Infiltrés (The Departed) de Martin Scorsese
- 2006 : Inside Man : L'Homme de l'intérieur (Inside Man) de Spike Lee
- 2009 : Hôtel Woodstock (Taking Woodstock) d'Ang Lee
- 2010 : Shutter Island de Martin Scorsese
- 2011 : Hugo Cabret (Hugo) de Martin Scorsese
- 2012 : L'Odyssée de Pi (Life of Pi) d'Ang Lee
- 2013 : Le Loup de Wall Street (The Wolf of Wall Street) de Martin Scorsese
- 2015 : Jamais entre amis (Sleeping with Other People) de Leslye Headland

## Distinctions

### Récompenses
- Oscars 2012 : Oscar du meilleur montage de son pour Hugo Cabret
- BAFTA 2012 : British Academy Film Award du meilleur son pour Hugo Cabret

### Nominations
- Oscars 2013 : Oscar du meilleur montage de son pour L'Odyssée de Pi
- British Academy Film Award du meilleur son
  - BAFTA 2013 pour L'Odyssée de Pi
  - BAFTA 2005 pour Aviator
  - BAFTA 2003 pour Gangs of New York